# Saison 26 de Détective Conan
 (octobre 2024).
Chronologie
Saison 25 de Détective Conan Saison 27 de Détective Conan
La saison 26 de Détective Conan a été diffusée du 9 janvier 2021 au 25 décembre 2021 (épisode 993 à 1032) sur Nippon TV. Elle est composée de 40 épisodes.
Le cinquante-deuxième opening (générique de début) (épisode 983 à 999) s'intitule JUST BELIEVE YOU, et est interprété par le groupe All at Once. Le cinquante-troisième opening (épisode 1000 à 1020) intitulé ZERO kara Hajimete, il est interprété par Mai Kuraki. Le cinquante-quatrième opening (épisode 1021 à 1032) s'intitule YURA YURA, et est interprété par le groupe WANDS. 
Le soixante-troisième ending  (épisode 993 à 1015) s'intitule Reboot, et est interprété par Airi Miyakawa. Le soixante-quatrième ending (épisode 1016 à 1028) est intitulé Veronica, et est interprété par Mai Kuraki. Le soixante-cinquième ending (épisode 1029 à 1038) s'intitule Sweet Moonlight et est interprété par le groupe BREAKERZ.
| No | Titre français                                                                         | Titre japonais                       | Titre japonais                                | Date de 1re diffusion |
| No | Titre français                                                                         | Kanji                                | Rōmaji                                        | Date de 1re diffusion |
| --- | -------------------------------------------------------------------------------------- | ------------------------------------ | --------------------------------------------- | --------------------- |
| 993 | Makoto Kyôgoku, le remplaçant - 1re partie (files : 1022-1026/tomes : 96-97)           | 代役·京極真 （前編）                 | Daiyaku· Kyōgoku Makoto (Zenpen)              | 9 janvier 2021        |
| Sortant d'une séance de cinéma, Conan accompagné de Ran, Sonoko, Sera et Makoto aperçoivent une femme qui se fait agresser de l'autre côté de la rue. Ni une ni deux, Makoto bondit et met le criminel hors d'état de nuire. Cependant, ce n'était pas un vil malandrin mais un acteur qui jouait une scène pour un célèbre feuilleton télévisé ! Pour corriger sa méprise, Makoto va devoir le remplacer sur le tournage… |                                                                                        |                                      |                                               |                       |
| 994 | Makoto Kyôgoku, le remplaçant - 2e partie (files : 1022-1026/tomes : 96-97)            | 代役·京極真 （中編）                 | Daiyaku· Kyōgoku Makoto (Chūhen)              | 16 janvier 2021       |
| Embarqué dans le tournage d'une série policière pour réparer son erreur, Makoto est mis à contribution. Mais l'acteur vedette chute alors d'une fenêtre et tout porte à croire que sa mort n'est pas accidentelle. Conan va devoir mener l'enquête, mais Masumi Sera commence à exprimer des doutes sur la véritable identité du jeune détective. En effet, la jeune femme a fait le rapprochement entre Conan et Shinichi Kudô. |                                                                                        |                                      |                                               |                       |
| 995 | Makoto Kyôgoku, le remplaçant - 3e partie (files : 1022-1026/tomes : 96-97)            | 代役·京極真 （後編）                 | Daiyaku· Kyōgoku Makoto (Kōhen)               | 23 janvier 2021       |
| Alors que l'enquête sur la mort de l'acteur Saiya Tokuzono lors d'une chute mortelle venait tout juste de commencer, un second membre de l'équipe s'écroule, tué vraisemblablement par du poison ! Les suspects se multiplient et le mystère s'épaissit quand on ne trouve aucune trace du poison dans la boisson de la victime. Se serait-elle suicidée car elle avait provoqué la mort de M. Tokuzono en lui jouant un tour avec le gadget de farce et attrape retrouvé dans sa poche ? Ou tout cela est-il l’œuvre d'une troisième personne très habile ?                                                                                    |                                                                                        |                                      |                                               |                       |
| 996 | Faucon habile cache le crime                                                           | 能ある鷹は罪を隠す                   | Nō aru taka wa tsumi o kakusu                 | 30 janvier 2021       |
| Dans une ville en pleine nature près des montagnes, Kogoro prend du bon temps en compagnie de Conan et Ran. Pour profiter du spectacle donné par ce paysage idyllique, ils s'arrêtent dans un café traditionnel qui propose diverses activités. Mais ce cadre parfait tombe en morceaux quand le tenancier est retrouvé mort, victime vraisemblablement d'un accident de chasse. |                                                                                        |                                      |                                               |                       |
| 997 | Conspiration au village du sourire                                                     | スマイルの里の陰謀                   | Sumairu no sato no inbō                       | 13 février 2021       |
| Conan et ses amis des Detective Boys sont amenés dans une maison de retraite pour rencontrer leur fan-club, un groupe de quatre mamies richissimes. Ces vieilles dames semblent simplement vouloir passer un peu de temps avec les enfants, mais une conspiration se trame dans cet établissement. En effet, l'argent attire la convoitise et les personnes âgées sont des proies faciles. |                                                                                        |                                      |                                               |                       |
| 998 | La poêle à frire de la haine                                                           | 憎しみのフライパン                   | Nikushimi no furaipan                         | 20 février 2021       |
| Ran a été invitée à la présentation de la nouvelle poêle de Ôshiro, une marque novatrice. Tout se passe bien, jusqu'à ce qu'un cri se fasse entendre. Le président de la start-up a été retrouvé mort poignardé dans son bureau. Pour couronner le tout, une explosion retentit dans le bâtiment voisin. Cette fois, c'est le directeur du pôle recherche et développement qui a perdu la vie dans une explosion de gaz. Les deux hommes se détestaient cordialement, mais seraient-ils allés jusqu'à s'entre-tuer ? |                                                                                        |                                      |                                               |                       |
| 999 | L'insoutenable gentillesse de l'être                                                   | 迷惑な親切心                         | Meiwakuna shinsetsushin                       | 27 février 2021       |
| Kogorô, Ran et Conan profitent d'un bon repas dans un bistrot traditionnel quand un cri retentit. Un client du restaurant a été retrouvé mort dans les toilettes par son collègue. Un homme encapuchonné au comportement étrange ferait le coupable parfait, mais il faut se méfier des faux-semblants. |                                                                                        |                                      |                                               |                       |
| 1000 | Le meurtre de la 'Sonate au clair de lune' - 1re partie (files : 62-67/tome : 7)       | ピアノソナタ『月光』殺人事件（前編） | Piano sonata 'gekkou' satsujin jiken (Zenpen) | 6 mars 2021           |
| Remake de l'épisode 11, Le grand détective Kogorô Môri est missionné par un certain Keiji Asô pour enquêter sur l'île de Tsukikage. Mais quelle n'est pas sa surprise quand il découvre une fois sur place que l'homme est décédé dans des circonstances tragiques, il y a plus de dix ans. Cherchant conseil auprès du maire du village, Kogorô, accompagné de Conan et Ran, se rend au centre municipal. Mais l'un des candidats à l'élection municipale est retrouvé mort et nos détectives sont plongés dans une sombre affaire sur la mélodie de la célèbre sonate de Beethoven…                                                           |                                                                                        |                                      |                                               |                       |
| 1001 | Le meurtre de la 'Sonate au clair de lune' - 2e partie (files : 62-67/tome : 7)        | ピアノソナタ『月光』殺人事件（後編） | Piano sonata 'gekkou' satsujin jiken (Kōhen)  | 13 mars 2021          |
| Remake de l'épisode 11, M. Kuroiwa, le maire du village, a été sauvagement assassiné à son tour. Comme lors du premier meurtre, la Sonate au Clair de lune de Beethoven a retenti juste avant que l'on trouve le corps. Cette fois encore, une partition mystérieuse a été laissée sur la scène du crime. Conan a maintenant deux meurtres à élucider, mais la sonate comporte trois mouvements et seuls deux ont pour l'instant été entendus… |                                                                                        |                                      |                                               |                       |
| 1002 | Mystères et détritus au quartier commerçant                                            | 米花商店街ダストミステリー           | Beika Shōten-gai Dasuto Misuterī              | 17 avril 2021         |
| Prologue du Film 24, L'association des commerçants se déchire au sujet de la vague de déchets qui recouvre les lieux publics. De leur côté, Conan et ses amis des Detective boys ont été embauchés pour nettoyer le quartier. Cependant, quelqu'un semble jeter chaque jour des ordures dans le parc qu'ils venaient de rendre propre. La coupe est pleine pour nos jeunes enquêteurs, ils sont décidés à trouver le coupable. |                                                                                        |                                      |                                               |                       |
| 1003 | Un jeu parfait de 36 cases - 1re partie (files : 1027-1031/tome : 97)                  | ３６マスの完全犯罪（前編）           | 36 Masu no kanzen hanzai (Zenpen)             | 24 avril 2021         |
| Kogorô a reçu une lettre d'un client l'invitant à venir à Nagano accompagné de trois compagnons. Cette personne espère que le célèbre détective saura résoudre le mystère qui entoure le suicide d'un de ses amis. Cherchant deux derniers membres à leur groupe, Kogorô et Conan se retrouvent dans le train en compagnie de Tôru Amuro et de M. Wakita qui se sont imposés lourdement. Notre quatuor inattendu se rend au point de rendez-vous indiqué dans la lettre : une église abandonnée en pleine montagne. Mais nos enquêteurs se retrouvent bloqués dans une tempête de neige et rencontrent d'inattendus compagnons sur place.       |                                                                                        |                                      |                                               |                       |
| 1004 | Un jeu parfait de 36 cases - 2e partie (files : 1027-1031/tome : 97)                   | ３６マスの完全犯罪 （中編）          | 36 Masu no kanzen hanzai (Chūhen)             | 1er mai 2021          |
| Kôhei Wada a été retrouvé mort dans les toilettes, un carreau d'arbalète fiché en plein front. On lui avait tendu un piège mortel. Ainsi, ce qui semblait n'être qu'un simple jeu de piste s'est transformé en jeu de mort ! Coincés dans une église abandonnée en pleine tempête de neige, les survivants vont devoir s'organiser pour passer la nuit sans subir d'autres pertes. |                                                                                        |                                      |                                               |                       |
| 1005 | Un jeu parfait de 36 cases - 3e partie (files : 1027-1031/tome : 97)                   | ３６マスの完全犯罪 （後編）          | 36 Masu no kanzen hanzai (Kōhen)              | 8 mai 2021            |
| La police va bientôt arriver pour secourir le groupe coincé dans l'église abandonnée, mais la situation est toujours extrêmement tendue. Le meurtrier de Wada et Kawasaki est toujours dans la nature et tout le groupe menace de sombrer dans la paranoïa. Nos enquêteurs doivent à tout prix déchiffrer le message caché derrière les grilles encodées s'ils veulent mettre un terme au massacre. |                                                                                        |                                      |                                               |                       |
| 1006 | Qui a versé le poison ?                                                                | 毒を入れたのは誰                     | Doku o ireta no wa dare                       | 15 mai 2021           |
| Kogorô Môri a aujourd'hui un client fortuné, le P.-D.G. d'un puissant groupe financier. Ce dernier a reçu une lettre de menace de mort et il compte sur l'aide du célèbre détective pour identifier son expéditeur. Il organise donc une luxueuse réception à laquelle il convie ses principaux ennemis. Kogorô l'Endormi est chargé de surveiller les convives et de trouver le tueur en devenir. |                                                                                        |                                      |                                               |                       |
| 1007 | Le vengeur - 1re partie                                                                | 引き継がれた復讐（前編）             | Hikitsuga reta fukushū (Zenpen)               | 5 juin 2021           |
| 1008 | Le vengeur - 2e partie                                                                 | 引き継がれた復讐（後編）             | Hikitsuga reta fukushū (Kōhen)                | 12 juin 2021          |
| Le patron d’un café est retrouvé mort, poignardé violemment à plusieurs reprises. Rapidement, Megure part sur l’hypothèse d’une vengeance. Rejoint par Kogorō et Conan, la police interroge les 3 amis de la victime, mais ces derniers ne se montrent pas très coopératifs. Pourtant ils vont devoir l’être. En effet, l’assassin est un ancien camarade que la bande à arnaquer il y a 10 ans. Au crépuscule de sa vie, Takashi Kōmoto a décidé de se venger. |                                                                                        |                                      |                                               |                       |
| 1009 | Un objet trouvé à l'odeur du crime                                                     | 落し物は事件のにおい                 | Otoshimono wa jiken no nioi                   | 19 juin 2021          |
| Ayumi a trouvé un bracelet par terre dans le parc. Elle fait part de sa découverte à ses amis des Detective boys et les enfants se mettent alors en quête de son propriétaire. Mais Conan semble soucieux. En effet, certains indices ne trompent pas, et cette affaire n'est clairement pas une simple histoire d'objet perdu. |                                                                                        |                                      |                                               |                       |
| 1010 | Le sourire perdu de la starlette                                                       | 笑顔を消したアイドル                 | Egao o keshita aidoru                         | 26 juin 2021          |
| Un agent de police fraîchement muté à Beika débarque à l'agence de Kogorô Môri. Le jeune homme cherche les lumières du grand détective pour une affaire insolite. En effet, une jeune femme est partie en courant d'un restaurant sans payer, avant de venir s'excuser avec sa mère l'instant d'après. L'officier est persuadé que l'affaire implique une chanteuse dont il est fan, et il compte sur l'aide de Kogorô pour le prouver. |                                                                                        |                                      |                                               |                       |
| 1011 | La cueillette et le trèfle - 1re partie (files : 1032-1034/tome : 97)                  | 山菜採りとクローバー (前編)          | Sansai-tori to kurōbā (Zenpen)                | 10 juillet 2021       |
| 1012 | La cueillette et le trèfle - 2e partie (files : 1032-1034/tome : 97)                   | 山菜採りとクローバー (後編)          | Sansai-tori to kurōbā (Kōhen)                 | 17 juillet 2021       |
| Mlle Kobayashi et son assistante, Mlle Wakasa, emmènent le groupe des détectives juniors en pré-excursion en forêt dans la préfecture de Gunma, afin d’effectuer des repérages pour une future cueillette champêtre avec l’école. Ils sont encadrés par une monitrice dont le fiancé est retrouvé mort, derrière leur voiture. Il semblerait qu’un lien existe entre Mlle Wakasa et Koji Haneda, mais lequel ? |                                                                                        |                                      |                                               |                       |
| 1013 | L'homme qui aimait trop                                                                | 愛しすぎた男                         | Itoshi sugita otoko                           | 24 juillet 2021       |
| Sur le chemin des courses, Kogorô et Conan tombent sur une intervention de police dans une maison du quartier résidentiel. Le jeune couple qui y habite serait tombé sur un cambrioleur en rentrant chez eux. Le mari aurait alors malencontreusement tué le criminel en cherchant à défendre sa femme. Leur histoire tient debout, mais Conan n'est pas du genre à se laisser tromper par les apparences. |                                                                                        |                                      |                                               |                       |
| 1014 | Un romancier qu'on appelait 'Roi-Sorcier'                                              | 魔王と呼ばれた小説家                 | Maō to yoba reta shōsetsuka                   | 31 juillet 2021       |
| Le célèbre romancier à succès Shintarô Tawake a été retrouvé mort dans son bureau, abattu à l'aide d'un fusil de chasse. Cet auteur policier avait quatre disciples et ces derniers ne le portaient pas vraiment dans leur cœur. Chacun d'entre eux a donc un mobile, ainsi qu'une imagination débordante. Conan a affaire à des professionnels du roman policier, arrivera-t-il à démêler le vrai du faux ? |                                                                                        |                                      |                                               |                       |
| 1015 | En planque                                                                             | 張り込み                             | Harikomi                                      | 14 août 2021          |
| 1016 | Le sniper et le monorail - 1re partie                                                  | モノレール狙撃事件（前編）           | Monorēru Sogeki Jiken (Zenpen)                | 28 août 2021          |
| 1017 | Le sniper et le monorail - 2e partie                                                   | モノレール狙撃事件（後編）           | Monorēru Sogeki Jiken (Kōhen)                 | 4 septembre 2021      |
| Kogorō et Conan sont assis dans le monorail qui traverse la ville lorsque soudain une balle traverse la vitre et se loge dans le bras d’un homme de la rame. Kogorō et Conan partent à la recherche du snipper, et trouve rapidement le logement depuis lequel il a tiré. Mais quelque chose ne colle pas. Les détectives pensent qu’il devait s’agir d’une balle perdue, tirée quelques instants plus tôt pour un meurtre. |                                                                                        |                                      |                                               |                       |
| 1018 | Le plateau antique indissimulable - 1re partie (files : 1035-1038/tomes : 97-98)       | 骨董盆は隠せない （前編）            | Kottō bon wa kakusenai (Zenpen)               | 11 septembre 2021     |
| 1019 | Le plateau antique indissimulable - 2e partie (files : 1035-1038/tomes : 97-98)        | 骨董盆は隠せない （中編）            | Kottō bon wa kakusenai (Chūhen)               | 18 septembre 2021     |
| 1020 | Le plateau antique indissimulable - 3e partie (files : 1035-1038/tomes : 97-98)        | 骨董盆は隠せない (後編)              | Kottō bon wa kakusenai (Kōhen)                | 25 septembre 2021     |
| Lors d’une précédente chasse au trésor (cf. 163-164), le professeur Agasa récupéra une assiette antique chinoise. Pour ne pas essuyer une déconvenue comme avec le tapis persan (cf. 656-657) le professeur demanda à une petite célébrité du monde des Antiquités, M. Nishitsu, de l’expertiser. Ce dernier doit lui montrer l’étendue de ses capacités en expertisant 3 plateaux antiques. Arrivé sur place, le professeur retrouve un cadavre fraîchement poignardé. Parallèlement, Sera tente de démasquer Aï afin d’obtenir de l’antidote; Subaru surveille sa sœur et Conan découvre une information sur la petite fille cachée par Sera. |                                                                                        |                                      |                                               |                       |
| 1021 | La ronde des amis malfaisants                                                          | 悪友たちの輪舞                       | Akuyū-tachi no rinbu                          | 2 octobre 2021        |
| Les uns après les autres, trois malfrats meurent dans des circonstances douteuses, certains laissant entendre que ce sont les autres qui les auraient tués. Tout semble aller dans le sens d’un triple meurtre interne. Néanmoins, quelque chose interroge l’inspecteur Chiba. |                                                                                        |                                      |                                               |                       |
| 1022 | Le musée maudit                                                                        | 呪いのミュージアム                   | Noroi no myūjiamu                             | 9 octobre 2021        |
| Ran et Sonoko traînent Conan dans un musée consacré à l’égyptologie où ils y vendent des portes-clés qui font fureurs. Au bout de la visite, un bruit lourd les interpellent. Une statue d’Anubis vient de s’effondrer sur le corps d’un homme, mort. S’il peut s’agir d’une malédiction de prime abord, très vite, Conan et Takagi imaginent le pire. |                                                                                        |                                      |                                               |                       |
| 1023 | Librairie ancienne et sifflet de train III                                             | 汽笛の聞こえる古書店3                | Kiteki no kikoeru kosho-ten 3                 | 16 octobre 2021       |
| 1024 | Le défi de Momiji Ooka - 1re partie (files : 1039-1042/tome : 98)                      | 大岡紅葉の挑戦状 (前編)              | Ōoka Momiji no chōsen-jō (Zenpen)             | 30 octobre 2021       |
| 1025 | Le défi de Momiji Ooka - 2e partie (files : 1039-1042/tome : 98)                       | 大岡紅葉の挑戦状 (後編)              | Ōoka Momiji no chōsen-jō (Kōhen)              | 6 novembre 2021       |
| Momiji Ooka qui ne rêve que d’épouser Heiji lui a tendu un piège, et ça, Kazuha s’en est bien rendue compte. Quatre frères, séparés depuis 30 ans, viennent de perdre leur mère. Celle-ci leur laisse un code pour retrouver un fabuleux trésor. Cependant le frère aîné est introuvable. Entre Shinichi et Heiji, celui qui trouvera l’emplacement du trésor sera déclaré vainqueur. Si Heiji perd, il devra accéder à une demande de Momiji qu’il ne semble pas soupçonner… la chasse au trésor se transforme en chasse à l’assassin; cette enquête s’entremêle avec l’APTX.                                                                  |                                                                                        |                                      |                                               |                       |
| 1026 | Un témoin réticent                                                                     | 言えない目撃者                       | Ienai mokugeki-sha                            | 13 novembre 2021      |
| En pleine nuit, une femme communique par téléphone. En haut des escaliers, alors que la communication s’arrête, une personne se met dans la lumière. D’un coup de barre de fer, la femme meurt en pleine rue. Un jeune homme, du haut de son appartement, entend des bruits. Le corps de la jeune femme gît au sol. Il se cache. Le meurtrier ne l’a pas vu. Pour combien de temps sera-t-il en paix. |                                                                                        |                                      |                                               |                       |
| 1027 | Par-delà le rideau                                                                     | カーテンの向こう側                   | Kāten no mukō-gawa                            | 20 novembre 2021      |
| Le professeur Agasa emmène Ayumi, Genta et Mitsuhiko manger un bout au restaurant. Alors qu’ils mangent, la joyeuse troupe regarde par-delà le rideau du bâtiment qui leur fait face. Un homme et une femme se regardent, attablés, façon ombres chinoises. Lorsque soudain, l’homme attaque la femme. Mais lorsque la police vient constater l’agression, la femme, seule, nie les faits. |                                                                                        |                                      |                                               |                       |
| 1028 | La ballade de la folle de pâtisseries                                                  | ケーキを愛する女のバラード           | Kēki o aisuru on'na no barādo                 | 27 novembre 2021      |
| Devant une boutique de gâteaux, les Détectives juniors apprennent qu’une nouvelle usine d’approvisionnement va être aménagée dans un bâtiment abandonné. Le rendez-vous est fixé. Sur place, Ayumi, Genta et Mitsuhiko, arrivés en avance, découvrent un cadavre écrasé sous des gravas dont seul une main dépasse. Mais celle-ci se met à bouger, et une jeune femme blessée en sort. Avec Conan, ils suivent les premiers pas de cette jeune femme qui décide d’aller manger un gâteau. Au même moment, le directeur de cette boutique à gâteaux est assassiné.                                                                               |                                                                                        |                                      |                                               |                       |
| 1029/WPS1 | Wild Police Story - Dossier Jinpei Matsuda (files : 1-3/tome : 1 de Wild Police Story) | 警察学校編 CASE 松田陣平             | Keisatsu gakkō-hen kēsu Matsuda Jinpei        | 4 décembre 2021       |
| Ceci est l’histoire d’un groupe d’élèves qui quelques années auparavant rejoignaient une école de police. L’épisode suit la jeunesse d’Amuro Tooru. Il y a quelques divisions parmi les jeunes hommes candidats de l'Académie de police. Amuro s'intéresse à l'un de ses coéquipiers au passé mystérieux. Les élèves vont devoir s'unir après un malencontreux accident. |                                                                                        |                                      |                                               |                       |
| 1030 | Une année de trou noir - 1re partie                                                    | 空白の一年(前編)                     | Kūhaku no ichinen (Zenpen)                    | 11 décembre 2021      |
| 1031 | Une année de trou noir - 2e partie                                                     | 空白の一年(後編)                     | Kūhaku no ichinen (Kōhen)                     | 18 décembre 2021      |
| Kogorō déambule dans les rues de Tokyo pendant ses investigations, quand il vient en aide à un homme, Ritsuo Esaka, qui échappe de peu à la mort. Il y a un an, il avait perdu la mémoire. Depuis une semaine, cette dernière est revenue, mais à l’inverse, il a oublié sa vie pendant l’année qui vient de s’écouler. Cet homme demande de l’aide à Kogorō pour enfin retrouver toute sa mémoire, d’autant qu’il croit que quelqu’un cherche à le tuer. |                                                                                        |                                      |                                               |                       |
| 1032 | Ran Mouri le modèle                                                                    | モデル、毛利蘭                       | Moderu, Mōri Ran                              | 25 décembre 2021      |
| Maître Kasuga est un artiste en deuil. Après la mort de sa femme il y a de cela 6 mois, il décida de peindre le portrait de jeunes femmes. Ran est le 3e modèle de cet homme. Pour la dernière séance de pose, Conan l’accompagne. Un flash lumineux pendant le repas attire son attention et le conduit à enquêter sur les précédents modèles. Or, après la fin de la création, chacune des deux modèles furent agressées. Conan doit protéger Ran. |                                                                                        |                                      |                                               |                       |